# Temporada da ProB de 2024-25
A Temporada da ProB de 2024–25 foi a 17.ª edição da competição terciária do basquetebol masculino da Alemanha segundo sua pirâmide estrutural. É organizada pela 2.Bundesliga GmbH sob as normas da FIBA e é dividida em ProB Sul e ProB Norte. Desde a temporada 2018-19 a liga conta com o naming rights da empresa seguradora de saúde Barmer.

## Clubes participantes
| ProB                           | ProB              | ProB                              | ProB         |
| Grupo Norte                    | Grupo Norte       | Grupo Sul                         | Grupo Sul    |
| Clube                          | Localização       | Clube                             | Localização  |
| ------------------------------ | ----------------- | --------------------------------- | ------------ |
| Bayer Giants Leverkusen        | Leverkusen        | Ahorn Camp BIS Baskets Speyer     | Speyer       |
| Berlin Braves 2000             | Berlim            | BBC Coburg                        | Coburgo      |
| BSW Sixers                     | Anhalt-Bitterfeld | BG Hessing Leitershofen           | Stadtbergen  |
| EN Baskets Schwelm             | Schwelm           | CATL Basketball Löwen             | Erfurt       |
| ETB Miners                     | Essen             | Dragons Rhöndorf                  | Bad Honnef   |
| Gartenzaun24 Baskets Paderborn | Paderborn         | FC Bayern München II              | Munique      |
| Iserlohn Kangaroos             | Iserlohn          | Orange Academy                    | Ulm          |
| Itzehoe Eagles                 | Itzehoe           | Porsche BBA Ludwigsburg           | Ludwigsburgo |
| Lok Bernau                     | Bernau bei Berlin | RheinStars Köln                   | Colônia      |
| SBB Baskets Wolmirstedt        | Wolmirstedt       | Skyliners Junior                  | Francoforte  |
| SC Rist Wedel                  | Wedel             | SV Fellbach Flashers              | Fellbach     |
| Seawolves Academy              | Rostoque          | Team Ehingen Urspring             | Ehingen      |
| TKS 49ers                      | Stahndorf         | TSV Oberhaching                   | Oberhaching  |
| TSV Neustadt temps Shooters    | Neustadt          | VR-Bank Würzburg Baskets Akademie | Wurtzburgo   |

fonte:2basketballbundesliga.de/teams

## Formato
A competição é disputada por 24 equipes divididas em dois torneios distintos de temporada regular, Sul e Norte, onde as equipes se enfrentam com jogos sendo mandante e visitante, determinando ao término desta as colocações do primeiro ao último colocados. Prevê-se a promoção à 2.Bundesliga ProA aos dois finalistas dos playoffs.

## Temporada Regular

### Tabela de Classificação

#### Norte
| Pos. | Clube                          | J  | V  | D  | Pts. | PF   | PC   | Dif. | Classificação |
| ---- | ------------------------------ | -- | -- | -- | ---- | ---- | ---- | ---- | ------------- |
| 1    | Bayer Giants Leverkusen        | 26 | 25 | 1  | 50   | 2105 | 1723 | 382  | Playoffs      |
| 2    | SBB Baskets Wolmirstedt        | 26 | 21 | 5  | 42   | 2206 | 1941 | 265  | Playoffs      |
| 3    | Gartenzaun24 Baskets Paderborn | 26 | 17 | 9  | 34   | 2072 | 1815 | 257  | Playoffs      |
| 4    | BSW Sixers                     | 26 | 15 | 11 | 30   | 1984 | 1962 | 22   | Playoffs      |
| 5    | Iserlohn Kangaroos             | 26 | 14 | 12 | 28   | 2120 | 2219 | -99  | Playoffs      |
| 6    | SC Rist Wedel                  | 26 | 13 | 13 | 26   | 1949 | 1972 | -23  | Playoffs      |
| 7    | Lok Bernau                     | 26 | 12 | 14 | 24   | 2153 | 2174 | -21  | Playoffs      |
| 8    | ETB Miners                     | 26 | 11 | 15 | 22   | 2098 | 2034 | 64   | Playoffs      |
| 9    | EN Baskets Schwelm             | 26 | 11 | 15 | 22   | 2042 | 2097 | -55  |               |
| 10   | Berlin Braves 2000             | 26 | 11 | 15 | 21   | 2153 | 2145 | 8    |               |
| 11   | Itzehoe Eagles                 | 26 | 10 | 16 | 20   | 1951 | 2143 | -192 |               |
| 12   | TKS 49ers                      | 26 | 9  | 17 | 18   | 1957 | 2131 | -174 |               |
| 13   | TSV Neustadt temps Shooters    | 26 | 9  | 17 | 18   | 2061 | 2135 | -74  |               |
| 14   | Seawolves Academy              | 26 | 4  | 22 | 8    | 1817 | 2177 | -360 |               |

fonte:2basketballbundesliga.de/tabelle-prob-nord

#### Sul
| Pos. | Clube                             | J  | V  | D  | Pts. | PF   | PC   | Dif. | Classificação |
| ---- | --------------------------------- | -- | -- | -- | ---- | ---- | ---- | ---- | ------------- |
| 1    | BG Hessing Leitershofen           | 26 | 20 | 6  | 40   | 2375 | 2139 | 236  | Playoffs      |
| 2    | RheinStars Köln                   | 26 | 19 | 7  | 38   | 2399 | 2139 | 260  | Playoffs      |
| 3    | SV Fellbach Flashers              | 26 | 17 | 9  | 34   | 2029 | 1921 | 108  | Playoffs      |
| 4    | Ahorn Camp BIS Baskets Speyer     | 26 | 17 | 9  | 34   | 2056 | 1952 | 104  | Playoffs      |
| 5    | VR-Bank Würzburg Baskets Akademie | 26 | 14 | 12 | 28   | 2227 | 2224 | 3    | Playoffs      |
| 6    | CATL Basketball Löwen             | 26 | 13 | 13 | 26   | 2257 | 2162 | 95   | Playoffs      |
| 7    | Orange Academy                    | 26 | 12 | 14 | 24   | 2139 | 2168 | -29  | Playoffs      |
| 8    | Dragons Rhöndorf                  | 26 | 12 | 14 | 24   | 2245 | 2322 | -77  | Playoffs      |
| 9    | BBC Coburg                        | 26 | 12 | 14 | 24   | 2093 | 2179 | -86  |               |
| 10   | TSV Oberhaching                   | 26 | 12 | 14 | 24   | 2171 | 2185 | -14  |               |
| 11   | Skyliners Junior                  | 26 | 10 | 16 | 20   | 2090 | 2093 | -3   |               |
| 12   | Porsche BBA Ludwigsburg           | 26 | 9  | 17 | 18   | 1981 | 2130 | -149 |               |
| 13   | FC Bayern München II              | 26 | 8  | 18 | 16   | 2002 | 2207 | -205 |               |
| 14   | Team Ehingen Urspring             | 26 | 7  | 19 | 14   | 2091 | 2334 | -243 |               |

fonte:2basketballbundesliga.de/tabelle-prob-sued

## Playoffs

### Oitavas de finais
| Time 1                         | Série | Time 2                            | 1º Jogo | 2º Jogo  | 3º Jogo |
| ------------------------------ | ----- | --------------------------------- | ------- | -------- | ------- |
| Bayer Giants Leverkusen        | 2 - 0 | Dragons Rhöndorf                  | 98 - 66 | 73 - 62  | -       |
| Ahorn Camp BIS Baskets Speyer  | 2 - 1 | Iserlohn Kangaroos                | 70 - 82 | 100 - 94 | 87 - 63 |
| RheinStars Köln                | 0 - 2 | Lok Bernau                        | 56 - 88 | 79 - 91  | -       |
| Gartenzaun24 Baskets Paderborn | 2 - 0 | CATL Basketball Löwen             | 75 - 67 | 84 - 82  | -       |
| BG Hessing Leitershofen        | 0 - 2 | ETB Miners                        | 86 - 95 | 68 - 78  | -       |
| BSW Sixers                     | 2 - 0 | VR-Bank Würzburg Baskets Akademie | 86 - 70 | 75 - 66  | -       |
| SBB Baskets Wolmirstedt        | 2 - 0 | Orange Academy                    | 84 - 76 | 93 - 70  | -       |
| SV Fellbach Flashers           | 1 - 2 | SC Rist Wedel                     | 78 - 73 | 77 - 80  | 57 - 72 |

### Quartas de finais
| Time 1                  | Série | Time 2                         | 1º Jogo | 2º Jogo  | 3º Jogo |
| ----------------------- | ----- | ------------------------------ | ------- | -------- | ------- |
| Bayer Giants Leverkusen | 2 - 0 | Ahorn Camp BIS Baskets Speyer  | 78 - 61 | 83 - 58  | -       |
| Lok Bernau              | 2 - 1 | Gartenzaun24 Baskets Paderborn | 60 - 77 | 78 - 76  | 86 - 84 |
| ETB Miners              | 2 - 1 | BSW Sixers                     | 71 - 74 | 80 - 77  | 70 - 66 |
| SBB Baskets Wolmirstedt | 2 - 0 | SC Rist Wedel                  | 89 - 64 | 104 - 76 | -       |

### Semifinais
| Time 1                  | Série | Time 2                  | 1º Jogo  | 2º Jogo | 3º Jogo  |
| ----------------------- | ----- | ----------------------- | -------- | ------- | -------- |
| Bayer Giants Leverkusen | 2 - 0 | Lok Bernau              | 82 - 55  | 74 - 61 | -        |
| ETB Miners              | 1 - 2 | SBB Baskets Wolmirstedt | 80 - 125 | 91 - 70 | 71 - 103 |

### Finais
| Time 1                  | Agregado  | Time 2                  | 1º Jogo | 2º Jogo |
| ----------------------- | --------- | ----------------------- | ------- | ------- |
| Bayer Giants Leverkusen | 158 - 118 | SBB Baskets Wolmirstedt | 76 - 53 | 82 - 65 |

## Promoção e rebaixamento

### Promovidos para aProA
- Bayer Giants Leverkusen[3]
- SBB Baskets Wolmirstedt[4]

## Artigos relacionados
- Bundesliga
- 2.Bundesliga ProA
- Regionalliga
- Seleção Alemã de Basquetebol